# Austromerope poultoni
Austromerope poultoni är en näbbsländeart som beskrevs av Killington 1933. Austromerope poultoni ingår i släktet Austromerope och familjen Meropeidae. Inga underarter finns listade i Catalogue of Life.